# 马寅初故居 (杭州)
马寅初故居是指中国近现代教育家、经济学家、人口学家马寅初在浙江省杭州市曾经居住的地方。故居又名竹屋，位于杭州市拱墅区庆春路210号（山子巷南端），为三层砖木结构楼房。

## 历史
建于清末民初，占地461平方米。原为马星竹所有，后由马寅初购买。他先后于1936年-1937年、1946-1947年、1949—1951年在此居住，期间撰写了20余篇文章，并在浙江大学、沪江大学等发表了20余场演讲。1951年5月，马寅初被任命为北京大学校长，离杭迁居北京。1993年始故居由浙江省文史研究馆使用，2003年7月开始修缮整理和布展，2004年9月作为纪念馆对外开放。故居为爱国主义和廉政建设教育基地，2006年5月25日与嵊州马寅初故居同时由国务院公布为第六批全国重点文物保单位。

## 图片
- 马寅初像
- 南面
- 女儿墙局部，题有竹屋二字
- 底层客厅，现改造为展室
- 二层书房
- 二层卧室